# Wilfried Brauer
Pour les articles homonymes, voir Brauer.
Wilfried Brauer (1937-2014) est un informaticien théoricien allemand. Il a publié notamment en théorie des automates et des langages formels. Il est l’un des pionniers de l’introduction de l’informatique dans le cursus universitaire allemand.

## Biographie et œuvres
Wilfried Brauer est né le 8 août 1937 à Berlin. Il fait des études de mathématiques, physique et philosophie à l'université libre de Berlin. Il est, de 1961 à 1963, collaborateur scientifique dans un centre de recherche ; il obtient en 1966 un doctorat sous la direction de Wolfgang Krull (titre de la thèse : Zur Theorie der pro-endlichen Gruppen à Bonn puis une habilitation. En 1971, il est le premier professeur titulaire de l'Institut d'informatique de l'université de Hambourg. Il a alors une activité intense d'enseignement d'informatique théorique, et de direction de recherche. Durant les années 1970, il contribue à la théorie des automates avec des publications sur le monoïde de transition, la décomposition en cascades, et la théorie des automates sur des monoïdes arbitraires,. Dans les années 1990, Brauer travaille sur les fondements de l'intelligence artificielle, avec de nombreuses contributions à la théorie des réseaux neuronaux et les systèmes multi-agents.
Wilfried Brauer était également très actif en tant que rédacteur en chef de revues et éditeur de livres. En 1983, il est, avec Grzegorz Rozenberg et Arto Salomaa, l'un des fondateurs de la série de monographies de l'EATCS en informatique théorique, série qui a publié 57 volumes dans tous les domaines de l'informatique théorique, y compris de nombreux textes devenus des classiques. En 1978, il devient le premier rédacteur en chef du journal Informatik Spektrum, le principal périodique de la Société pour l'informatique. Il est resté à ce poste jusqu'en 1998. Il a cosigné un programme d'enseignement UNESCO-IFIP qui a été traduit en plusieurs langues, et il a coécrit le Studien- und Forschungsführer Informatik, un guide des études en informatique qui contribué à l'établissement de l'informatique en tant que discipline,. Il y joint aussi une activité constante pour promouvoir l’informatique en tant que science auprès des instances dirigeantes allemandes.
En 1985, il quitte Hambourg pour l'université technique de Munich. Il y occupe la chaire d'informatique théorique et d'intelligence artificielle jusqu'à son éméritat en 2006.
De 1977 à 1979, il est président de la Société pour l'informatique. Il est vice-président de l'European Association for Theoretical Computer Science (EATCS) de 1985 à 1994, et son président de 1994 à 1997. Il est vice-président de l'IFIP de 1994 à 1999.
Wilfried Brauer meurt le 25 février 2014 à Bonn.

## Honneurs
- Felix Hausdorff-Gedächtnispreis (1966)[7],
- Médaille Werner Heisenberg de la Fondation Alexander von Humboldt (2000)[7]
- Membre de l'Academia Europaea (1994)[8]
- Membre de l'Académie allemande des sciences et de l'ingénierie
- Membre correspondant de l'Académie bavaroise des sciences[9].
- Prix Isaac L. Auerbach de l'IFIP (2002)[10],[11]
- Docteur honoris causa de l'université de Hambourg (1996)[12]
- Membre honoraire de la Société pour l'informatique (2000)
- Docteur honoris causa de l'université libre de Berlin (2004)[13].
- Fellow de l'université de Brême (2006)[12],[14]
- Fellow inaugural de l'European Association for Theoretical Computer Science (2014)[15].

## Publications (sélection)
- Wilfried Brauer et Klaus Indermark, Algorithmen, rekursive Funktionen und formale Sprachen, 1968 (1984) (ISBN 978-3-411-00817-9 et 3-411-00817-2).
- Wilfried Brauer, Automatentheorie : eine Einführung in die Theorie endlicher Automaten, Teubner, coll. « eitfäden und Monographien der Informatik », 1984, 493 p. (ISBN 978-3-519-02251-0).
- Wilfried Brauer et Siegfried Münch, Studien- und Forschungsführer Informatik, Springer, 1996 (ISBN 3-540-60417-0).
- Friedrich L. Bauer, Wilfried Brauer et Helmut Schwichtenberg (éditeurs), Logic and Algebra of Specifications, Springer-Verlag, coll. « Nato ASI Subseries » (no 94), 1993, vii+442 (ISBN 978-3-642-63448-2, DOI 10.1007/978-3-642-58041-3).